# Percy Gullstrand
Hans Percival (Percy) Gullstrand, född den 23 augusti 1898 i Stockholm, död där den 7 juli 1989, var en svensk ämbetsman. Han var son till Edvin och Astrid Gullstrand.
Gullstrand avlade studentexamen 1916 och juris kandidatexamen vid Stockholms högskola 1923. Han genomförde tingstjänstgöring i Västra Göinge domsaga 1923–1926 och tjänstgjorde i Svea hovrätt 1926–1928. Gullstrand började tjänstgöra i jordbruksdepartementet 1928, blev amanuens där 1929, andre kanslisekreterare 1939 (tillförordnad 1935), förste kanslisekreterare 1946 och kansliråd 1946(–1964). Han var föredragande i regeringsrätten 1945. Gullstrand blev riddare av Nordstjärneorden 1948 och kommendör av samma orden 1963.